# Angelo Lamanna
Angelo Lamanna, vollständiger Name Angelo Michael Lamanna, (* 19. Oktober 1980 in Rocha) ist ein uruguayischer Fußballspieler.

## Karriere
Der 1,79 Meter große Defensivakteur Lamanna spielte von der Saison 2000 bis in die Saison 2004 für den Rocha FC. Am 18. Februar 2000 war er Mitglied der Mannschaft, die im Estadio Luis Tróccoli in Montevideo gegen Racing das erste Profispiel des Klubs in der höchsten uruguayischen Spielklasse absolvierte. In der Spielzeit 2004 bestritt er 30 Partien in der Primera División und schoss ein Tor. Ab Januar 2012 bis zum Saisonende 2013/14 gehörte er erneut dem Kader des Rocha FC an.